# Hister humpatanus
Hister humpatanus är en skalbaggsart som beskrevs av Sylvain Auguste de Marseul 1886. Hister humpatanus ingår i släktet Hister och familjen stumpbaggar. Inga underarter finns listade i Catalogue of Life.